# Reistad
Reistad är en tidigare tätort i Liers kommun i Buskerud fylke i sydöstra Norge. Orten ligger vid fylkesväg 282, vid sidan av Europaväg 18, nordöst om staden Drammen.
Sedan 2013 räknas bebyggelsen i orten som en del av tätorten Drammen. Innan dess har den räknats som en del av den dåvarande tätorten Lierbyen.